# Amolops assamensis
Amolops assamensis é uma espécie de anfíbio anuro da família Ranidae. Está presente na Índia. Não foi ainda avaliada pela UICN.